# Mariana Gómez del Campo
Mariana Gómez del Campo Gurza (Ciudad de México, 7 de agosto de 1978) es una columnista y política mexicana militante del Partido Acción Nacional.

## Formación Académica
Es licenciada en Ciencias de la Comunicación por la Universidad Anáhuac, tiene una Maestría en Gobierno y Políticas Públicas por la Universidad Panamericana; realizó estudios en Derecho Parlamentario en el Instituto Tecnológico Autónomo de México, así como de Comunicación y Marketing Político por la Fundación Konrad Adenauer.

## Trayectoria Política
Desde muy joven empezó a trabajar en el Partido Acción Nacional convirtiéndose en militante en 1998; se desempeñó como Secretaria de Acción Juvenil en Álvaro Obregón, Distrito Federal; Coordinadora de Comunicación de funcionarios públicos jóvenes del PAN; Coordinadora de Comunicación y enlace gubernamental de la Secretaría de Acción Juvenil en el Distrito Federal.  
En el año 2000, resultó electa como Diputada suplente en la II Legislatura de la Asamblea Legislativa del Distrito Federal, aunque no tomó protesta; pero en el 2003 se convirtió nuevamente el Diputada propietaria por el principio de mayoría relativa en la III Legislatura de la Asamblea Legislativa.  
Durante la elección presidencial de 2006, fue coordinadora de la Campaña de Jóvenes del expresidente de la República, Felipe Calderón Hinojosa. Ese mismo año fue candidata a diputada federal.
Diputada local
En 2007, se convirtió en la primera mujer presidenta del PAN en el Distrito Federal, cargo que desempeñó durante tres años. 
De 2009 a 2012 (V Legislatura), ejerció el cargo de diputada local y coordinadora del Grupo Parlamentario del PAN en la Asamblea Legislativa del Distrito Federal.
Senadora de la República
Al ser la mujer en obtener la votación más alta en la elección interna de candidatos en 2012, se convirtió en Senadora de la República para las Legislaturas LXII y LXIII donde fue elegida como Presidenta de la Comisión de Relaciones Exteriores, América Latina y el Caribe, Secretaria de la Comisión de la Ciudad de México así como de la Comisión de Desarrollo Metropolitano e integrante de las Comisiones de Derechos Humanos, Cultura y de Movilidad.
En 2012, fue nombrada Vicepresidenta por México ante el Parlamento Latinoamericano y Caribeño donde participó activamente y presidió la Comisión Redactora que modificó los Estatutos de este foro parlamentario.
En abril de 2014, durante la visita a México del entonces Presidente de Francia, François Hollande, Gómez del Campo entregó en sus manos una carta firmada por 35 senadores en el que le piden que intervenga en el caso de Maude Versini, exesposa del gobernador del Estado de México, Arturo Montiel Rojas, pues se denunciaba que Versini tenía dos años que no veía a sus tres hijos. El mandatario francés afirmó que le daría seguimiento.
En julio de 2014, sus oficinas de enlace legislativo en la Delegación Benito Juárez, fueron asaltadas.
El 27 de septiembre de 2015, fue nombrada Vicecoordinadora General del Grupo Parlamentario del Partido Acción Nacional en el Senado.
Fue Presidenta de la Comisión de Seguimiento a los hechos ocurridos en Nochixtlán el 19 de junio de 2016 del Congreso de la Unión y encabezó la elaboración un informe sobre lo sucedido.
En abril de 2016, el Senado de la República la designó como integrante de la Asamblea Constituyente de la Ciudad de México en la que fue integrante de las Comisión de Principios Generales y de la Comisión de Desarrollo Sostenible y Planeación Democrática.
En agosto de 2017, consideró competir por la candidatura a la Jefatura de Gobierno de la Ciudad de México por la Coalición del PAN, PRD y MC; se presentó como candidata a diputada federal por el distrito electoral federal 10 de la Ciudad de México pero fue elegido el candidato de Morena, Javier Hidalgo Ponce.
Durante las elecciones presidenciales de 2018, se desempeñó como Coordinadora de Acuerdos de la campaña de Ricardo Anaya, candidato de la Coalición Por México, al Frente.
Secretaria de Asuntos Internacionales
En diciembre de 2018 fue nombrada Secretaria de Asuntos Internacionales del Comité Ejecutivo Nacional del PAN. En 2019 fue elegida Vicepresidenta de la Organización Demócrata Cristiana de América y de la Internacional Demócrata de Centro. 
Desde esta posición, Gómez del Campo continuó señalando las violaciones a los derechos humanos en Bolivia, Cuba, Nicaragua y Venezuela; además, presentó diversas cartas de denuncia ante la Secretaría General de la Organización de los Estados Americanos por la imposición de Rosario Piedra Ibarra al frente de la Comisión Nacional de los Derechos Humanos (México). 
Presidenta de 50+1 CDMX
En 2020, Mariana Gómez del Campo fue nombrada Presidenta del Capítulo Ciudad de México del Colectivo 50+1, un grupo mujeres políticas, académicas y especialistas con una amplia experiencia y conocimiento con la finalidad de generar, apoyar e impulsar mecanismos de empoderamiento a las mujeres que participan activamente en los espacios de decisión con la finalidad de que se cumpla el respeto a los derechos de las mujeres y lograr alcanzar la igualdad sustantiva en todos los niveles de la vida pública de nuestro país. 
Diputada federal
El 29 de agosto de 2021 rindió protesta como diputada federal en la LXV Legislatura de la Cámara de Diputados.
Presidenta ODCA
Desde el año 2022 es la presidenta de la Organización Demócrata Cristiana de América (ODCA)

## Colaboraciones con Medios de Comunicación
En medios de comunicación ha colaborado como integrante del Consejo Editorial de la sección “Ciudad” del periódico Reforma. Ha sido columnista de los periódicos La Crónica de Hoy, Publimetro, Milenio Diario, Más por Más y en los portales electrónicos Eje Central y Animal Político. 
Además ha participado como comentarista invitada semanalmente en Reporte 98.5, Radio Fórmula, Heraldo Radio y El Financiero - Bloomberg. 
Actualmente colabora como columnista en Publimetro y El Heraldo de México. 